# Заволочицкий сельсовет
Заволо́чицкий сельсовет (бел.  Завалочыцкі  сельсавет) — административно-территориальная единица Глусского района Могилёвской области Республики Беларусь. Административный центр — агрогородок Заволочицы.

## Географическое положение
Граничит  с Новодорожским сельсоветом (Стародорожский район), Корытненским сельсоветом (Осиповичский район), Калатичским сельсоветом (Глусский район), Глушанским сельсоветом (Бобруйский район).
Агрогородок Заволочицы расположен на расстоянии 25 км от Глуска.

## Состав
Включает 15 населённых пунктов:
- Арыжня — деревня.
- Бабирово — деревня.
- Горное — деревня.
- Городище — деревня.
- Городок — деревня.
- Дворец — деревня.
- Евсеевичи — деревня.
- Заволочицы — агрогородок.
- Заполье — деревня.
- Кныши — деревня.
- Поляна — деревня.
- Рудня — деревня.
- Симоновичи — деревня.
- Турки — деревня.
- Ясенцы — деревня.

20 ноября 2013 года из Заволочицкого сельсовета в состав Калатичского сельсовета были переданы деревни Бабирово, Горное, Мостище и Ясенцы, однако 13 апреля 2018 года деревни Бабирово, Горное и Ясенцы были возвращены в состав Заволочицкого сельсовета.

## Население
- 1999 год — 2186 человек
- 2010 год — 1306 человек

Количество населения – 1408 человека, из них: несовершеннолетних – 204, трудоспособных – 737, нетрудоспособных - 467. Подворьев – 710.

## Инфраструктура
На территории сельсовета расположены  УКСП «Совхоз «Заволочицы», СПК «Колхоз имени Кирова», Заволочицкое и Городокское лесничества, 31 объект социально-культурной сферы.

## Достопримечательность
- Усадебный дом Жилинских в аг. Заволочицы
- Здание почтовой станции середины XIX века в д. Симоновичи
- Церковь Святых Космы и Дамиана (1814) в д. Городок

## Известные земляки
- Степан Фёдорович Шутов (родился 17 (30) января 1902), имение Скубейково Бобруйского уезда Минской губернии, ныне в составе деревни Дворец Заволочицкого сельсовета Глусского района Могилёвской области Беларуси, умер — 17 апреля 1963, Киев) — участник Гражданской и Великой Отечественной войн, командир 20-й гвардейской танковой бригады (5-й гвардейский танковый корпус), полковник, дважды Герой Советского Союза (1944).